# 長谷部瞳
長谷部 瞳（はせべ ひとみ、1985年4月27日 - ）は、日本の女優、タレントである。神奈川県横浜市出身。ヒラタオフィス所属。

## 来歴
- 東放学園高等専修学校、東京アナウンス学院卒業。
- 2001年にスターダストプロモーション所属で芸能界にデビューし、CM出演やモデルとして活動開始。
- 2003年に「バトル・ロワイアルII 鎮魂歌」で女優デビューする。2005年に「ウルトラマンマックス」のヒロイン、コイシカワ・ミズキを演じてブレイク。
- 2007年から2009年にかけて日経新聞やJOMOのイメージキャラクター、「王様のブランチ」のリポーター、ラジオパーソナリティ、CMモデルなど幅広く活動した。
- 2010年4月30日 スターダストプロモーションと所属契約終了に伴い、契約を解除したことを自身のブログで告知した[注 1]。
- 2010年7月24日よりアメーバブログでブログを再開。
- 2010年9月13日、ブログで結婚を発表。また、同時に活動休止中であることを報告した[1]。
- 2011年5月25日、ブログで芸能活動の再開を報告。2011年5月現在はヒラタオフィスに所属している。
- 2015年4月、第1子妊娠を発表した[2]。
- 2015年8月、第1子の女児を出産した[3]。
- 2020年からカウンセラーとして活動開始。2022年に起業し、女優とカウンセラー2つの活動を両立している。

## 人物
- その端正な容姿はデビュー前の高校在学時にマドンナ的存在だった。高校の担任教師に美人だからと芸能界入りを勧められたことがデビューのきっかけになった[4]。
- CMに出演する度に「あの美人は誰？」と問い合わせが殺到する「CM美女」でもある[5]。
- 父方の祖母は大阪府岸和田市の出身。母親は広島の出身でお好み焼きが好きである[6]。
- 広島市の原爆資料館に、長谷部の母のいとこが所有していた焼け焦げた三輪車が展示されている。
- 右利きだが右手に腕時計を付けている。ブログでは、右手に腕時計を付けた写真が多数掲載され「あなたにとっての必需品は?」という質問に「右手につける腕時計」と答えている。

## 出演

### テレビドラマ
- ウルトラシリーズ
  - ウルトラマンマックス（2005年7月 - 2006年3月、中部日本放送） - コイシカワ・ミズキ 役
  - ウルトラマンジード（2017年7月8日 - 12月23日、テレビ東京） - 伊賀栗ルミナ 役
- 劇団演技者。「カーラヂオが終われば」（2006年8月8日 - 29日、フジテレビ） - りん 役
- イヌゴエ（2006年10月 - 、tvk/テレ玉/チバテレビ 他） - 森野由美絵 役
- 鉄板少女アカネ!! 第4話（2006年11月5日、TBS） - 椎名蘭子 役
- ミュードラ「春日和」（2007年 - 、フジテレビ） - 夏樹 役
- 栞と紙魚子の怪奇事件簿 第1話（2008年1月5日、日本テレビ） - 淳子 役
- 星新一ショートショート（2008年4月21日、NHK総合）
- 執事喫茶にお帰りなさいませ 第2話（2008年1月14日、毎日放送） - 島悠美恵 役
- 怨み屋本舗REBOOT（2009年7月3日 - 9月25日、テレビ東京） - 星影静香 役
- 名探偵コナン 工藤新一への挑戦状 第1話（2011年7月7日、読売テレビ） - 相田桃子 役[7]
- 13歳のハローワーク 第3話（2012年1月27日、テレビ朝日） - 里香 役
- Answer〜警視庁検証捜査官 第2話（2012年4月25日、テレビ朝日） - 松井絵美子 役
- 結婚しない 第1話（2012年10月11日、フジテレビ） - 菊池瞳 役
- 天使はモップを持って 第2話（2013年5月11日、NHK BSプレミアム） - 神代小百合 役
- 潜入探偵トカゲ 第8話（2013年6月6日、TBS） - 亜樹奈 役
- 死神くん 第6話（2014年5月30日、テレビ朝日） - 沢野美幸 役
- Dr.検事モロハシ2〜新たなる生命〜（2014年7月1日、フジテレビ） - 西条顕子 役
- 月曜ゴールデン 北海道警察 人質（2014年11月3日、TBS） - 坂本麻美 役
- 烈車戦隊トッキュウジャー 第43・45・47話（2015年1月11日・25日・2月15日、テレビ朝日） - 野々村彩香 役
- ジャンクション39～男たち、恋に迷走中!～（2015年2月11日、NHK BSプレミアム） - 神崎ゆり子 役
- ハッピーウェディング（2015年10月18日、テレビ神奈川）
- 相棒 season17 最終話「新世界より」（2019年3月20日、テレビ朝日） - 中川麗子 役
- 仮面ライダーセイバー 第16章 - 19章・28・44・最終章（2020年12月27日 - 2021年1月24日・3月28日・8月1日・8月22日、テレビ朝日） - 白井ゆき 役

### バラエティ
- エンタdeパンチ!（2003年9月 - 2004年3月、CS日本/SKYPerfectTV!）
- 恋するハニカミ!（2004年4月 - 12月、TBS） - 蛯原友里と共にアシスタント
- 安珠のデジカメスタイル CASIO EXILIMシリーズ（2005年2月、impress TV）
- 晴れ・どきドキ晴れ（2004年10月 - 2005年9月、CBCテレビ） - 調査隊リポーター
- LOVE RECORDS（2005年2月 - 3月 SKYPerfectTV!・SKYPerfectTV!110）
- エリンが挑戦! にほんごできます。（2006年10月 - 2011年3月、NHK教育）
- 王様のブランチ（2007年2月 - 2009年7月、TBS） - ブランチリポーター
- どうぶつ奇想天外!（2007年10月 - 2008年9月、TBS） - レギュラー回答者
- 長谷部瞳のグレートバリアリーフ紀行（2008年、TBS）
- 大学へ行こう!（2008年、BS日テレ） - ナビゲーター
- すばらしきアメリカ旅（2014年9月 - 2015年2月、BSフジ） - レギュラー

ゲスト出演
- まちウケ!（2006年3月、毎日放送）
- 世界の果てまでイッテQ!（2007年6月24日、日本テレビ）
- 悲宝館（2007年8月24日、テレビ朝日）
- チャンネル☆ロック!（2007年11月24日、TBS）
- 夢路（2008年1月27日、TBS）
- 映画の達人（2008年11月、フジテレビ）
- ザ・スリーシアター（2008年11月・12月、フジテレビ）
- エチカの鏡〜ココロにキクTV〜（2009年1月、フジテレビ） - ナビゲーター

### ラジオ
- 智一・美樹のラジオビッグバン（2001年10月 - 2002年9月、文化放送）
- 長谷部瞳は日経1年生!（2007年6月 - 2009年3月、ラジオNIKKEI）

ラジオドラマ
- ぼんくら・日暮らし（2005年10月 - 2006年3月、ABCラジオ） - おとよ 役

### 映画
- バトル・ロワイアルII 鎮魂歌 （2003年7月、東映） - 女子18番 本村明日香 役
- アクショングラフィティー! （2006年7月） - 吉永まり子 役
- マスター・オブ・サンダー 決戦!!封魔龍虎伝 （2006年8月19日、日活・「マスター・オブ・サンダー」製作委員会） - 美央・尼僧 役[8]
- イヌゴエ 幸せの肉球（2006年12月） - 声優
- STAY（2007年、ギャガ） - 玉井由美 役
- 龍の牙-DRAGON FANG-（2007年11月22日）
- ハッピーフライト（2008年、東宝） - 内藤紗英 役[9]
- ロボゲイシャ（2009年、角川映画） - 春日キクエ（菊奴） 役[10]
- PIECE 〜記憶の欠片〜（2012年、東映） - 北村二葉 役
- モンスター（2013年、アークエンタテインメント） - 真理 役
- 三森迷子の逃亡（2015年）
- RE:BORN リボーン（2017年8月12日、アルバトロス・フィルム） - 松本静香 役[11]

### 舞台
- PROPAGANDA STAGE vol.23「Re-birth」（2006年7月、東京芸術劇場 小ホール1） - 主演 ヒカリ 役
- ピランデッロのヘンリー四世（2009年2月 - 3月） - フリーダ 役
- 劇団ソコソコ ガチャぽんDay & 3night「メニークルシミマス!!」（2010年11月、あさがやドラム）

### CM
- 資生堂 スーパーマイルド
- 東芝 J-T08,09(J=PHONE)
- 東京ディズニーシー ハーバーサイドクリスマス
- 河合塾 大学受験科 必要なものは?篇
- 田辺製薬 smart eye petit
- au by KDDI 君だけのライブ篇
- DELL Inspiron 630m 篇
- NHKミニミニ映像大賞（2006年、NHK） - ナビゲーター
- 大正製薬 コーラックII ぽっこりおなか篇
- 東芝　W51T
- ジャパンエナジー 2007年度 - 2010年度イメージガール
  - 『気になる地図編』 - 竹内結子と共演
  - 『満タン返し編』 - 森迫永依と共演
  - 『お化粧編』 - 森迫永依と共演
  - 『縦列駐車編』
- 日本経済新聞 2007年度・2008年度メインキャラクター
- 花王 ニベア サン - えれなと共演
- 大正製薬　ヴィックスメディケイテットドロップ
- JR西日本 三都物語
- アメリカンホーム保険会社　自動車保険
- 花王バブ
- サントリー　BOSS贅沢微糖
- 花王　ケープスーパーハード　実感!ケープでキープ編
- NTTdocomo　DisneyMobile on docomo - 堀北真希と共演
- ベストブライダル　アートグレイス新浦安
- セディナ　はじめてのオートローン篇
- 日本香堂　かたりべ　会いに来ました篇
- NHK　開局60周年記念CM　ミライテレビ60　気象情報篇
- ロート製薬アルガード　クリアマイルド　しみない一滴篇
- ロート製薬アルガード　鼻炎クールアップEX
- COPD啓発プロジェクト
- ダノンジャパン　ダノンビオ
- ジョンソン　カビキラーアルコール除菌　食卓用
- ポッカサッポロ　天然炭酸水ゲロルシュタイナー　「私が選ぶ理由」篇、「女子会」篇
- 妖怪ウォッチ・ザ・リアル3（2016年）
- 懐石シリーズ 日清ペットフード（2016年）
- キリン　プラズマ乳酸菌　（2019年）

### PV
- スガシカオ「June」
- ナスカ 「君の中で 僕の中で」
- JAY'ED「ずっと一緒」
- SCANDAL「HARUKAZE」

### DVD
- ウルトラマンマックス Vol.5「ダッシュ! ダッシュ! ダッシュ!」（2006年）
- 仮面ライダーセイバー 深罪の三重奏（2022年） - 白井ゆき 役

### 書籍
- 日経1年生（祥伝社）
- 日経1年生NEXT（祥伝社）

### 雑誌
- マーガレット
- non-no
- Vita
- 日経クリック
- Disney Fan
- Saita別冊ヘアカタログ
- メルちょ@
- B.L.T.
- 特撮ニュータイプ
- BOMB
- フィギュア王
- ファンタスティックコレクション ウルトラマンマックス MAX×3 怪獣大画報
- 日経エンタテインメント!
- 週刊文春
- R25
- ゲームエンタ!